# Philautus banaensis
Philautus banaensis és una espècie de granota que es troba a Vietnam.